# Столе Димитријевски
Столе Димитријевски (Куманово, 25. децембар 1993) је северномакедонски фудбалер који тренутно наступа за Валенсију. Игра на позицији голмана.

## Успеси
Химнастик
- Куп Каталоније  (1) : 2016/17.[6]